# Атлантический ремнезуб
Атлантический ремнезуб, или североморский ремнезуб, или ремнезуб Соверби (лат. Mesoplodon bidens) — вид китообразных семейства клюворыловых (Ziphiidae). В качестве первого представителя семейства был открыт и описан в 1804 году британским учёным Джеймсом Сауэрби.

## Описание

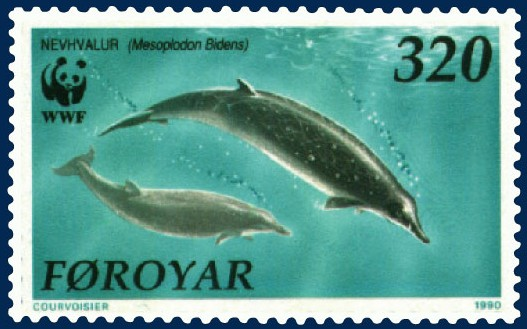
Атлантический ремнезуб на почтовой марке Фарерских островов

Атлантические ремнезубы достигают длины до 5,5 м и массы до 1,5 т. На верхней стороне тела они окрашены в тёмно-синий либо тёмно-серый цвет, нижняя сторона и бока более светлые. У самцов из длинной морды выглядывают два небольших бивня, у самок и молодых особей они при закрытой пасти не видны. Плавники атлантического ремнезуба очень маленькие, спинной плавник расположен как у всех клюворылых относительно далеко сзади.

## Распространение
Атлантический ремнезуб обитает в северной части Атлантического океана. На западе его ареал достигает Лабрадора и Новой Англии, однако наибольшая плотность его популяции наблюдается на востоке, от побережья Норвегии до острова Мадейры. Он встречается также в Северном море, а также изредка в Средиземном море. До наших дней зарегистрировано более чем 150 выбросов на берег этого вида, большинство из них на Британских островах. Наблюдения живых представителей атлантического ремнезуба весьма редки.

## Поведение

Соотношение размеров атлантического ремнезуба и человека

Эти киты населяют открытые морские пространства, предпочитая участки океана, где глубина составляет от 500 до 2000 м. О величине групп атлантических ремнезубов данные колеблются. Эти животные наблюдались в парах, а также группы от трёх до десяти особей, в том числе несколько взрослых самцов. Самцы легко отличаемы по шрамам на спине и боках, которые они наносят друг другу бивнями в ходе поединков во время брачного периода. Атлантический ремнезуб ныряет на глубину до 800 м, а время под водой может составлять до 15 минут. К пище этого вида относятся небольшие колеоидеи и рыбы, обитающие на дне моря.

## Угрозы
Промышленная охота на атлантического ремнезуба ведётся редко, однако большую угрозу для него составляют рыболовецкие сети, в которых попадают и погибают представители этого вида. Данные о его численности слишком скудны, чтобы объективно оценить степень угрозы для атлантического ремнезуба.